# Ion Ioniță
Ion Ioniță (nascido em 14 de julho de 1928) é um ex-ciclista romeno. Competiu nos Jogos Olímpicos de Verão de 1952 e 1960 em três provas de ciclismo de pista.